# نظام طباعة يونكس العام
نظام طباعة يونكس العام (بالإنجليزية: Common Unix Printing System أو CUPS)‏ هو نظام للطباعة على نظم التشغيل الشبيهة بيونكس يسمح بتحويل الحاسب لخادم للطباعة، حيث يمكن الحاسب المضيف Host من استقبال طلبات الطباعة من الأجهزة التابعة Clients ومعالجتها وإرسالها للطابعة المناسبة. طوّر البرنامج مايكل سويت ثم اشترته شركة أبل وطوّرته ليصبح النظام الأساسي للطباعة في نظام تشغيلها ماك أو إس.

## وصلات خارجية
- نظام طباعة يونكس العام على موقع Open Hub (الإنجليزية)
- نظام طباعة يونكس العام على موقع Free Software Directory (الإنجليزية)